# Томмазо Кавальєрі
Томмазо дей Кавальєрі (італ. Tommaso dei Cavalieri; між 1512/1519—1587) — італійський дворянин, який був об'єктом найбільшого вираження почуттів Мікеланджело. Молодий дворянин був надзвичайно красивий, і його зовнішність, здається, відповідала уявленням митця про ідеальну чоловічу красу, адже Мікеланджело описав його як «світло нашого століття, взірець усього світу» (англ. light of our century, paragon of all the world). Двоє чоловіків залишалися близькими один з одним протягом усього життя, і Кавальєрі був присутній при смерті Мікеланджело.

## Біографія
Томмазо дей Кавальєрі був сином Маріо де' Кавальєрі (італ. Mario de' Cavalieri) та Кассандри Бонавентури (італ. Cassandra Bonaventura). Кавальєрі народився між 1512 і 1519 роками, але точна дата його народження невідома. Зберігся офіційний документ, що Кавальєрі заплатив за месу в пам'ять свого брата Еміліо 6 вересня 1536 року, перекладений Ґердою Панофскі-Зорґель (нім. Gerda Panofsky-Soergel). Це єдиний документ, який згадує вік Кавальєрі, вказуючи, що «йому більше 16, але менше 25». Воррен Кіркендейл (англ. Warren Kirkendale) у своїй книзі «Еміліо де Кавальєрі „Римський джентльмен“» (італ. Emilio de' Cavalieri «Gentiluomo Romano») вважає, що документ прочитано з помилкою, на його думку, Кавальєрі було «не більше 16 років», тобто він був «дванадцятилітнім хлопчиком», коли зустрів Мікеланджело.
Батьки Кавальєрі одружилися в листопаді 1509 року і мали одного сина, Еміліо, ще до народження Томмазо. Після смерті батька в 1524 році і старшого брата Еміліо в 1536 році, Томмазо офіційно став главою родини Кавальєрі. Його першою посадою в римському уряді був «капоріоне» (голова міських радників) його околиці Сант-Еустакіо, яку він зайняв у 1539 році. Кавальєрі не брав активної участі в державному управлінні порівняно зі своїми колегами, хоча Кавальєрі обіймав цю посаду п'ять разів (у 1539, 1542, 1546, 1558 та 1562 роках). Двічі він обіймав посаду консерваторе, найвищу посаду, яку міг обіймати римський громадянин (у 1564 і 1571 роках).
Кавальєрі одружився з Лавінією делла Валле (італ. Lavinia della Valle) в 1544 році в Римі. Лавінія народилася десь між 1527 і 1530 роками. Вона була дочкою Лоренцо Стефано делла Валле (італ. Lorenzo Stefano della Valle) та Джулії Каффареллі (італ. Giulia Caffarelli), а також двоюрідною сестрою кардинала Андреа делла Валле. Шлюб Томмазо та Лавінії був продовженням давньої традиції шлюбів між родинами Кавальєрі та делла Валле, які були пов'язані шлюбними зв'язками принаймні з XV століття. Зв'язок сімей був помічний, коли під час пограбування Рима в 1527 році Томмазо дей Кавальєрі шукав притулку в палаці кардинала Андреа делла Валле, де також знайшла притулок мати Лавінії в супроводі трьох її дітей, швидше за все, старших сестер Лавінії — Орінції, Полімнії та Порції.
У шлюбі Кавальєрі народилося двоє синів: Маріо, який, імовірно, народився в 1548 році, і Еміліо, який народився в 1552 році, згодом — композитор. Шлюб тривав дев'ять років до смерті Лавінії на початку листопада 1553 року; вона похована у церкві Санта-Марія-ін-Аракоелі, де родини Кавальєрі та делла Валле мали каплиці.
У 1554 році Кавальєрі став одним із конверваторе, і зайняв посаду, відповідальну за нагляд за будівництвом на Капітолії, реставрацію якого Мікеланджело розпочав у 1538 році. Роботи над цим складним проєктом, який передбачав реконструкцію існуючих Палаццо дей-Консерваторі та Палаццо Сенаторіо, а також будівництво третьої будівлі, Палаццо Нуово, розпочалися лише в 1542 році і їх не завершили повністю аж до 1662 року. Кавальєрі був співрозпорядником будівництва з 1554 по 1575 рік, він керував проєктом на його найпродуктивнішому етапі. Незважаючи на те, що він розділив відповідальність за будівництво з Просперо Боккападулі (італ. Prospero Boccapaduli), Кавальєрі, як згадується, був головним відповідальним за реалізацію проєктів Мікеланджело, тоді як Боккападулі керував фінансовими та адміністративними завданнями.

## Стосунки з Мікеланджело
Мікеланджело Буонарроті познайомився з молодим Томмазо дей Кавальєрі під час перебування в Римі в 1532 році. Мікеланджело на той момент було 57 років, а Кавальєрі — втричі менше. Жодного чіткого зображення, створеного Мікеланджело з Кавальєрі, не збереглося, хоча його сучасники відгукувалися про гарний зовнішній вигляд і вихований характер останнього. Бенедетто Варкі писав, що Кавальєрі мав «незрівнянну красу з витонченими манерами» та був «чарівний [в] поведінці».
Мікеланджело закохався в молодого римського патриція. Вазарі зазначав, що «безмежно більше, ніж будь-якого іншого друга, Мікеланджело любив юного Томмазо», який став об'єктом пристрасті Мікеланджело, його музою і натхненням для листів, численних віршів і творів образотворчого мистецтва. Вони залишалися близькими до смерті Мікеланджело в 1564 році. Найраніший збережений лист Кавальєрі до Мікеланджело датований 1 січня 1533 року. Лист дає ключ до їхніх нових стосунків через розмову про мистецтво. За словами Кавальєрі, їх об'єднує взаємна любов до мистецтва, і в листі йдеться про «ті мої роботи, які ви бачили на власні очі і які викликали у вас не малу прихильність». За словами Gayford, (2013): «Якою б не була сила його почуттів, стосунки Мікеланджело з Томмазо де'Кавальєрі навряд чи були фізичними або сексуальними стосунками. По-перше, це розігрувалося через вірші та образи, які були далеко не секретними. Навіть якщо ми не віримо протестам Мікеланджело щодо цнотливості його поведінки, високе соціальне становище Томмазо та відносно публічний характер їхніх стосунків роблять малоймовірним те, що вони не були платонічними» (англ. Whatever the strength of his feelings, Michelangelo’s relationship with Tommaso de'Cavalieri is unlikely to have been a physical, sexual affair. For one thing, it was acted out through poems and images that were far from secret. Even if we do not choose to believe Michelangelo’s protestations of the chastity of his behaviour, Tommaso’s high social position and the relatively public nature of their relationship make it improbable that it was not platonic).

### Малюнки
Мікеланджело також надіслав Кавальєрі чотири довершені малюнки, які Йоганнес Вільде (угор. Johannes Wilde) назвав «презентаційними малюнками». Це був новий вид малювання, завершені роботи були подарунками, а не ескізами чи етюдами. Вони також були високо оцінені Кавальєрі, якому було дуже шкода позичити деякі з них членам папської курії. Джорджо Вазарі говорив про їхню велику оригінальність. Значення малюнків не до кінця зрозуміле, хоча дослідники зазвичай трактують їх через моралізаторські теми чи ідеї про неоплатонічне кохання.

#### Галерея

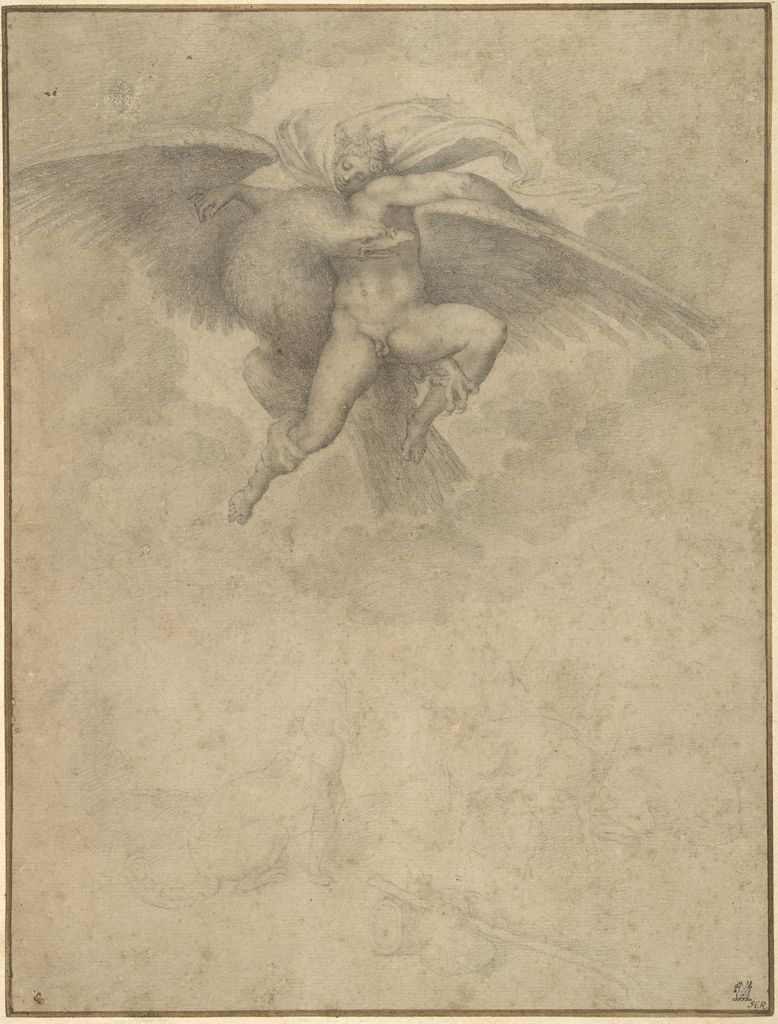
«Ганімед» (копія за Мікеланджело, прибл. 1532)

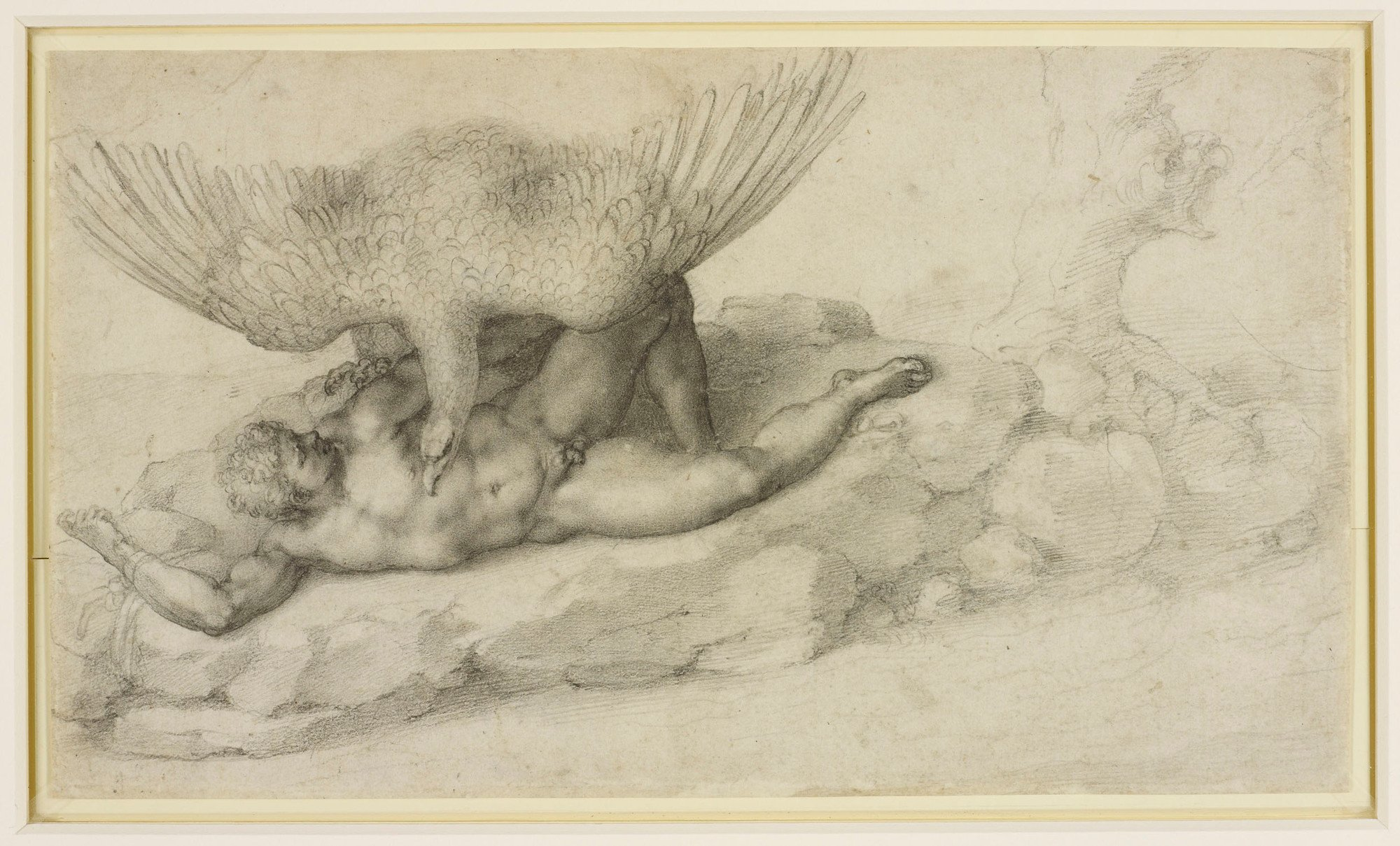
«Тітій». Мікеланджело (прибл. 1532)

На цих двох малюнках зображено м'язистого хлопця, якого атакує орел. Тітій був сином людської царівни та бога Зевса. Він намагався зґвалтувати богиню і був убитий двома богами, але його покарання не закінчилося смертю; на вічність він був прикутий до скелі в Аїді, де два грифи роздирають і їдять його печінку, яка вважалася осередком пристрастей. Зевс зажадав Ганімеда, найкрасивішого з усіх людей, і перетворився на орла, щоб викрасти його на Олімп (або зґвалтувати). Оригінал малюнка втрачений і сьогодні відомий лише за копіями.

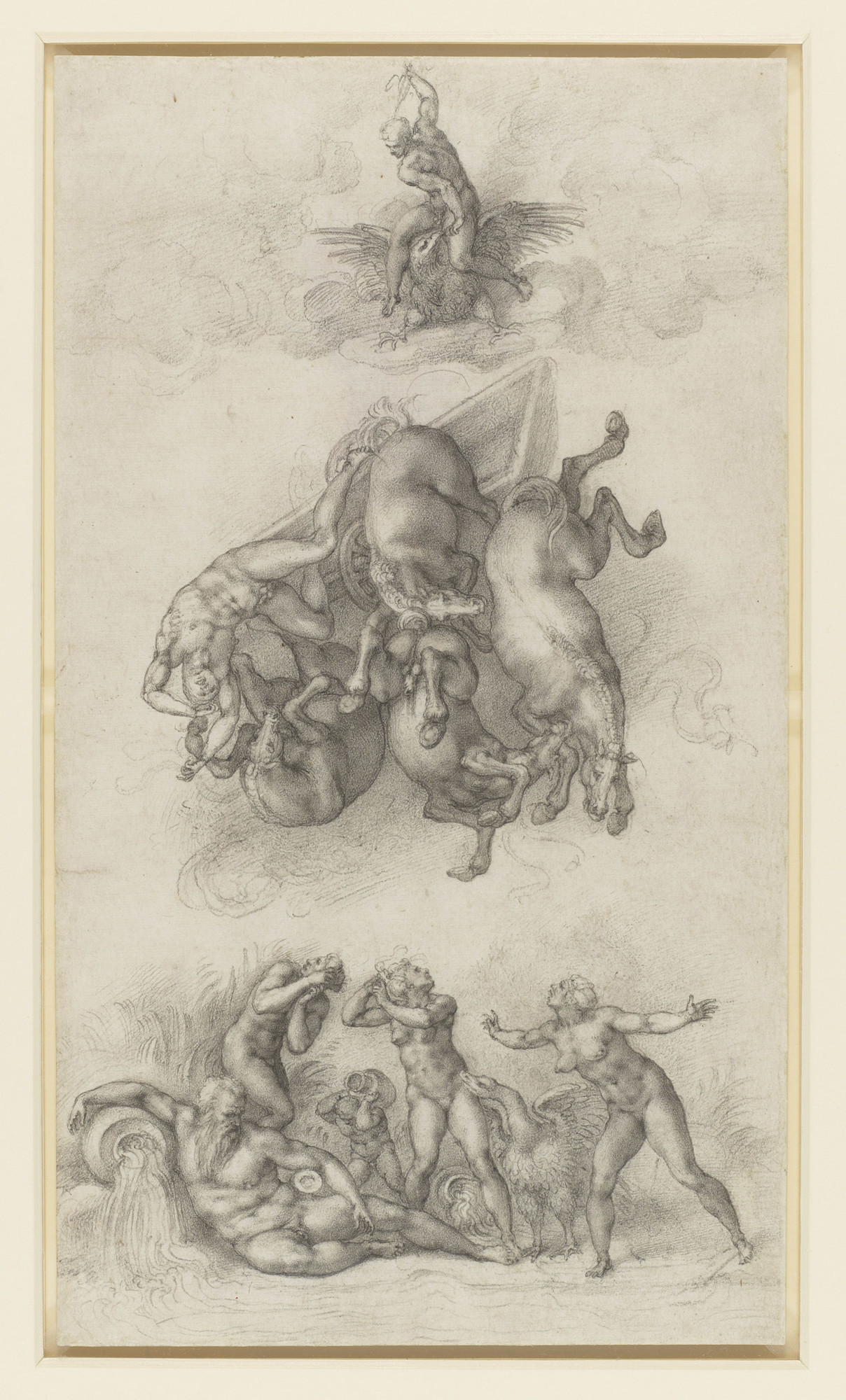
«Падіння Фаетона». Мікеланджело (прибл. 1533)

Фаетон був сином Аполлона і домагався у свого батька дозволу самостійно покерувати колісницею Сонця. Він втратив контроль над вогненними кіньми, і Зевсу довелося знищити колісницю (і вбити Фаетона) блискавкою, щоб коляска не знищила землю. На малюнку Мікеланджело Зевс верхи на орлі кидає блискавку, яка перевертає колісницю. Жінки внизу — скорботні сестри Фаетона. Збереглися три версії цього малюнка Мікеланджело; це, мабуть, остаточна версія, яку Кавальєрі надали 6 вересня 1533 року, датою листа до художника, в якому повідомлялося, що малюнок викликав захоплення у видатних відвідувачів (включно з Папою та кардиналом Іпполіто де Медічі). На іншій версії композиції, яка сьогодні зберігається в Британському музеї, Мікеланджело написав Кавальєрі: «Майстре Томмазо, якщо цей ескіз вам не подобається, скажіть Урбіно, щоб я мав час зробити інший до завтрашнього вечора, оскільки я вам обіцяв. І якщо вам це сподобається і ви хочете, щоб я закінчив його, надішліть його мені назад».

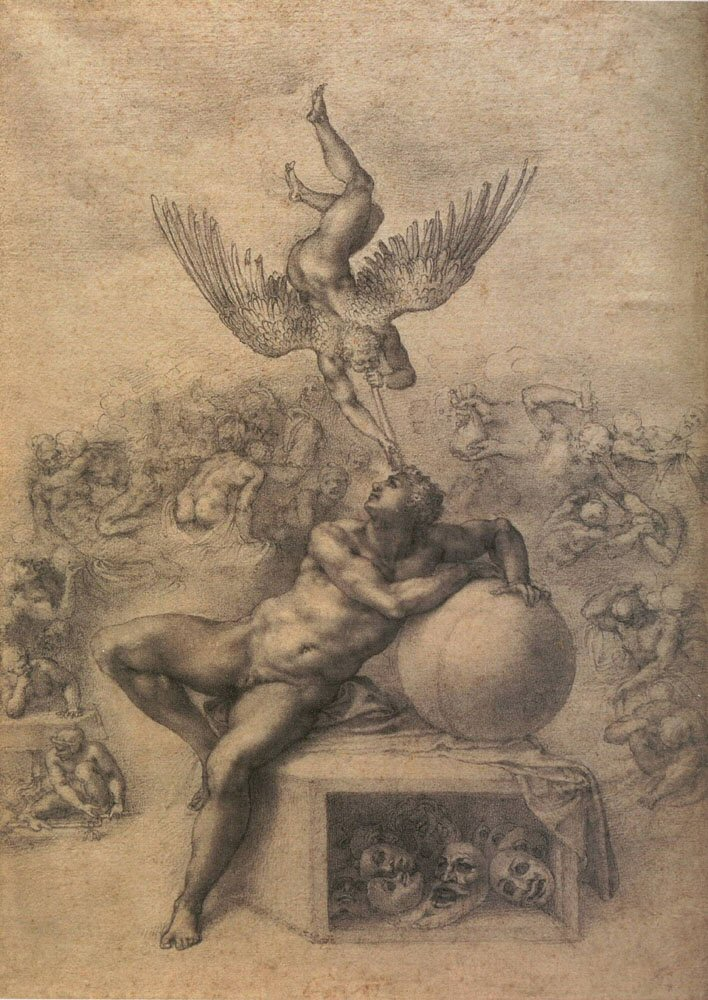
«Сон». Мікеланджело (прибл. 1533)

Цей малюнок не пов'язаний безпосередньо з Кавальєрі, але його стилістична схожість з цими малюнками переконала деяких дослідників, що він був пов'язаний з ними. На відміну від деяких інших малюнків, іконографія не походить з давньогрецької міфології, а її невизначений предмет трактується як пов'язаний з красою.

### Вірші
Мікеланджело присвятив Кавальєрі приблизно 30 зі своїх 300 віршів, що зробило їх найбільшою тематичною вибіркою віршів митця. Здебільшого це були сонети, хоча були також мадригали та катрени. Центральною темою всіх них було кохання митця до молодого дворянина. Деякі сучасні коментатори стверджують, що ці стосунки були просто платонічним почуттям, навіть припускаючи, що Мікеланджело шукав сурогатного сина. Однак їхню гомоеротичну природу визнавали сучасники, аж до того, що внучатий племінник Мікеланджело, Мікеланджело Молодший, у 1623 році опублікував видання поезії зі зміненим родом займенників. Джон Аддінґтон Сімондз, ранній британський гомосексуальний активіст, заново переклав оригінальні сонети англійською мовою та написав двотомну біографію Мікеланджело, опубліковану в 1893 році.
Сонети є першою великою послідовністю віршів будь-якою сучасною мовою, адресованою однією людиною іншій, випередивши сонети Шекспіра своєму молодому другові на цілих 50 років. Приклади включають сонет G.260, де Мікеланджело повторює свою неоплатонічну любов до Кавальєрі в першому рядку сонета, де він стверджує: «Кохання не завжди є тяжким і смертельним гріхом».

У сонеті G.41  Мікеланджело стверджує, що Кавальєрі — це все, що може бути, і представляє жалість, любов і благочестя. Це видно з третьої строфи:
| l'amor mi prende e la beltà mi lega; la pietà, la mercè con dolci sguardi ferma speranz' al cor par che ne doni. | Любов взяла мене у полон; краса зв'язує мою душу; Жаль і милосердя зі своїми ніжними очима Будять у моєму серці надію, що не може надурити |

Одним із найвідоміших віршів Мікеланджело є G.94, який також називають «Шовкопряд». У сонеті Мікеланджело висловлює бажання бути одягом, який огортає тіло Кавальєрі.

## Виноски
1. ↑  Buck, Stephanie (2010). Michelangelo's Dream (English) . London: Courtauld Gallery in association with Paul Holberton. с. 81. ISBN 978-1-907372-05-6. OCLC 551673496.
2. ↑  Joannides, Paul (2003). Michel-Ange, élèves et copistes (french) . Paris: Réunion des musées nationaux. с. 253. ISBN 2-7118-4044-1. OCLC 53434968.
3. ↑  Deutsche Nationalbibliothek Record #118519786 // Gemeinsame Normdatei — 2012—2016.
4. ↑  Bibliothèque nationale de France BNF: платформа відкритих даних — 2011.
5. 1 2 3  Pas L. v. Genealogics — 2003.
6. ↑  Perrig A. Dizionario Biografico degli Italiani — 1979. — Vol. 22.
7. ↑  Bredekamp, Horst (2021). Michelangelo (German) . Berlin. с. 467. ISBN 978-3-8031-3707-4. OCLC 1248717101.
8. ↑  Zöllner, Frank; Thoenes, Christof (2019). Michelangelo, 1475–1564: The Complete Paintings, Sculptures and Architecture (вид. 2nd). Cologne: Taschen. с. 381, 384, 387—390. ISBN 978-3-8365-3716-2. OCLC 1112202167.
9. ↑  Howard Hibbard, Michelangelo, New York, 1974, 229.
10. ↑  p. 5 (PDF). Архів оригіналу (PDF) за 18 квітня 2012. Процитовано 14 травня 2014. [Архівовано 2012-04-18 у Wayback Machine.]
11. ↑  Ruvoldt, Maria (2019). Gossip and reputation in sixteenth-century Rome: Tommaso de'Cavalieri and Lavinia della Valle. Renaissance Studies (англ.). 34 (3): 374—391. doi:10.1111/rest.12611. ISSN 1477-4658. (subscription required)
12. ↑  Gianni Venditti, Luca Becchetti (2008). Un blasonario secentesco della piccola e media aristocrazia romana. Gangemi Editore.
13. ↑  Venditti, Gianni (2009). Archivio della Valle-del Bufalo: Inventario. Vatican: Archivio Segreto Vaticano.
14. ↑  Buonaparte, Jacques (1830). ac de Rome écrit en 1527. Florence: Imprimerie Granducale.
15. ↑  Gayford, Martin (2013). Michelangelo: His Epic Life. London: Penguin UK. ISBN 978-1905490547.
16. 1 2 3  Michelangelo's Dream. The Courtauld Gallery. Архів оригіналу за 22 лютого 2014. Процитовано 24 січня 2022. [Архівовано 2014-02-22 у Wayback Machine.]
17. ↑  Presentation Drawing. Процитовано 10 квітня 2011.
18. ↑  Casa Buonarroti – Drawings of Michelangelo. Архів оригіналу за 21 липня 2011. Процитовано 10 квітня 2011. [Архівовано 2011-07-21 у Wayback Machine.]
19. ↑  Howard Hibbard, Michelangelo, New York, 1974, 235.
20. ↑  Michelangelo. The Fall of Phaethon. Трест Королівської колекції. Інвентарний № 912766.
21. ↑  British Museum - Michelangelo Buonarotti, The Fall of Phaeton, a drawing. www.britishmuseum.org. Архів оригіналу за 3 лютого 2012.
22. ↑  Anthony Hughes, Michelangelo, London, 1997, 233.
23. ↑  Chris Ryan, The Poetry of Michelangelo: An Introduction, Continuum International Publishing Group Ltd., 97–99.
24. ↑  "Michelangelo", The New Encyclopædia Britannica, Macropaedia, Volume 24, page 58, 1991
25. ↑  Buonarroti, Michaelangelo (1904). Sonnets. now for the first time translated into rhymed English. Trans. John Addington Symonds. с. 26.

## Для подальшого читання
- John Addington Symonds, The life of Michelangelo Buonarroti, based on studies in the archives of the Buonarroti family at Florence, volume 2, chapter XII (New York: Scribner, 1893).